# Račice nad Berounkou
Račice (deutsch Ratschitz) ist eine Gemeinde in Tschechien. Sie liegt 13 Kilometer nordwestlich von Beroun und gehört zum Okres Rakovník.

## Geographie

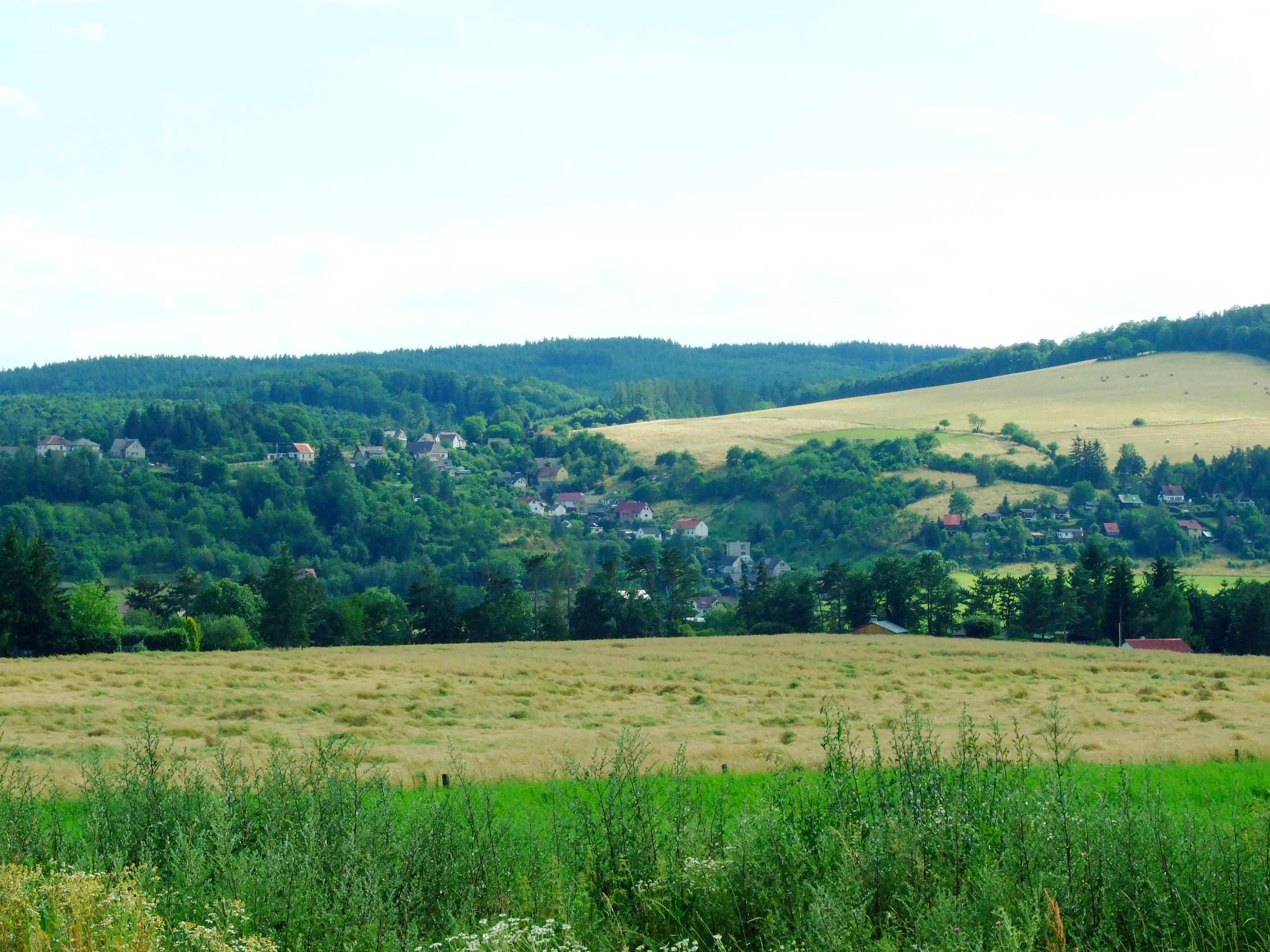
Blick von Sýkořice auf Račice

Račice befindet sich in der Křivoklátská vrchovina im Landschaftsschutzgebiet Křivoklátsko. Das Dorf liegt an einem Gleithang oberhalb der Einmündung der Žloukava am rechten Ufer der Berounka. Nördlich erheben sich der Lom (406 m) und die Pěnčína (416 m), im Süden die Hůrka (424 m) und der Chlum (410 m), südwestlich die Kamenné vrchy (489 m) und die Libabouda (429 m) sowie im Nordwesten der Lipový vrch (374 m). Durch Račice führt die Bahnstrecke Beroun–Rakovník.
Nachbarorte sind Újezd nad Zbečnem, Zbečno und Sýkořice im Norden, Lulákův Dolík, Luby, Podřeže und Skalka im Nordosten, Dřevíč und Žloukovice im Osten, Otročiněves im Südosten, Nový Jáchymov, Pustá Seč und Karlov im Süden, Leontýn, Karlova Ves und Branovská Vrata im Südwesten, Branov, Višňová, Kolouch, Častonice und Roztoky im Westen sowie Dubina, Amalín, Křivoklát und Pohořelec im Nordwesten.

## Geschichte
Das zur königlichen Herrschaft Pürglitz gehörige Dorf Račice wurde im Jahre 1556 durch vier Töpferfamilien gegründet. Der benötigte Lehm wurde vor Ort gewonnen; als Überzug diente rote Töpferglätte (Klejt), die in den Gruben bei Častonice abgebaut wurde. Nach dem Lehenssystem waren die Untertanen von Geldleistungen gegenüber der Burg befreit und hatten dort wöchentlich je zwölf Töpfe und Lampen abzuliefern.
1658 verpfändete Kaiser Leopold I. die Kronherrschaft Pürglitz an Johann Adolf von Schwarzenberg. Im Jahre 1685 verkaufte Leopold I. die Herrschaft an Ernst Joseph Graf von Waldstein. 1731 vererbte Johann Joseph Graf von Waldstein die Herrschaft an seine Tochter und Universalerbin Maria Anna Fürstin zu Fürstenberg, die sie 1756 testamentarisch mit der Herrschaft Kruschowitz und dem Gut Nischburg zu einem Familienfideikommiss von 400.000 Gulden vereinigte. Die eine Hälfte des Erbes fiel ihren Söhnen Joseph Wenzel zu Fürstenberg-Stühlingen und Karl Egon I. zu Fürstenberg zu, die andere ihren Töchtern Henriette Fürstin von Thurn und Taxis und Maria Theresia zu Fürstenberg. Als Fideikommisserben setzte sie ihren zweitgeborenen Sohn Karl Egon I. ein, der durch Ausgleich auch die Anteile seiner Geschwister erwarb. Nach dem Tode von Karl Egon I. erbte 1787 dessen ältester Sohn Philipp Fürst zu Fürstenberg († 1790) den Besitz, ihm folgten seine Kinder Karl Gabriel zu Fürstenberg († 1799) und Leopoldine Prinzessin von Hessen-Rothenburg-Rheinfels. 1803 verzichteten die weiblichen Erben in einem Familienvergleich zugunsten des minderjährigen Karl Egon II. zu Fürstenberg und der fürstlichen und landgräflichen Häuser Fürstenberg; als Verwalter wurde bis zu dessen Volljährigkeit im Jahre 1817 Joachim Egon Landgraf von Fürstenberg eingesetzt.
Im Jahre 1843 bestand Ratschitz bzw. Račice aus 22 Häusern mit 140 Einwohnern. Abseits lag die Einschicht Semetz. Pfarrort war Zbečno. Bis zur Mitte des 19. Jahrhunderts blieb Ratschitz dem Fideikommiss Pürglitz untertänig.

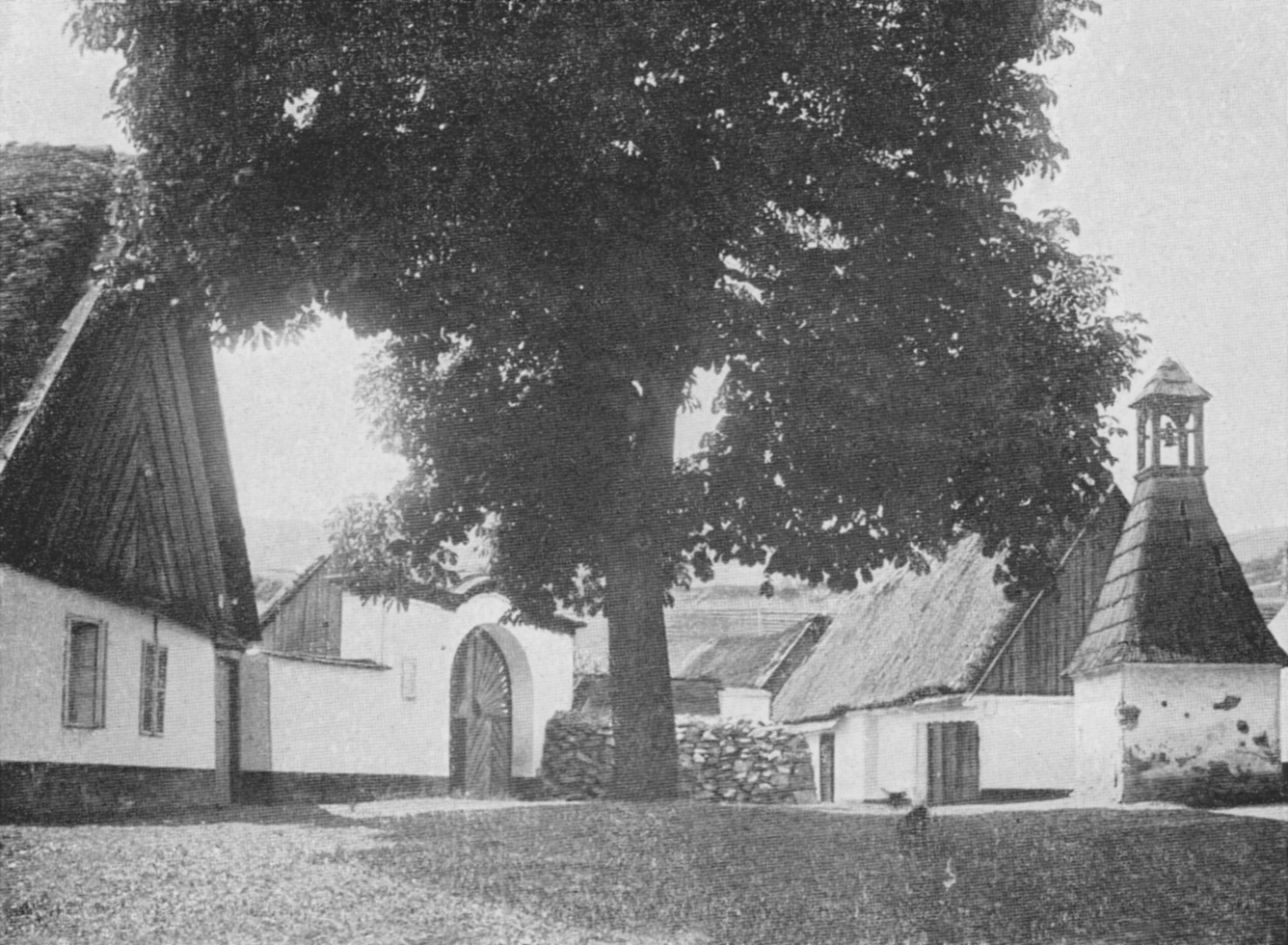
Dorfplatz (Aufnahme von Bohumil Vavroušek, 1920)

Nach der Aufhebung der Patrimonialherrschaften bildete Račice / Ratschitz ab 1850 zunächst einen Ortsteil der Gemeinde Zbečno im Bezirk Rakonitz und Gerichtsbezirk Pürglitz. Ab 1853 gehörte das Dorf zur Gemeinde Sýkořice. Nach dem Tode des Karl Egon II. zu Fürstenberg erbte 1854 dessen zweitgeborener Sohn Max Egon I. den Fideikommiss Pürglitz. Die Rakonitz–Protivíner Bahn nahm 1876 den Betrieb der Bahnstrecke Beroun–Rakovník auf. Račice löste sich 1880 von Sýkořice los und wurde eigenständig. 1929 verkaufte die Familie Fürstenberg ihre Pürglitzer Güter an den tschechoslowakischen Staat. Im Jahre 1932 lebten in Račice 411 Personen. Am 1. Jänner 1980 wurde Račice nach Zbečno eingemeindet, seit Beginn des Jahres 1992 bildet Račice wieder eine eigene Gemeinde.
Račice ist heute ein Erholungsort, der größte Teil des Katasters besteht aus Wald. Das Dorf besteht heute aus 79 Häusern, außerdem gibt es etwa 280 Ferienhütten sowie am Berounkawehr den Campingplatz U Jezu.

## Gemeindegliederung
Für die Gemeinde Račice sind keine Ortsteile ausgewiesen. Zu Račice gehören die Einschichten Dubina, Kolouch, Pustá Seč und Semenec.

## Sehenswürdigkeiten
- Bildstock und Glockenturm auf dem Dorfplatz
- Gezimmerte Chaluppe und Speicher in Volksbauweise
- Reste einer mittelalterlichen Siedlung im Tal Stříbrné údolí
- Naturdenkmal Stříbrný luh, westlich des Dorfes an der Berounka
- Ehemaliges fürstliches Hegerhaus Kolouch
- Tal der Žloukava mit Population von Waldorchideen